# Бране Поле
Бра́не По́ле — село в Україні, у Медвинській сільській громаді Білоцерківського району Київської області. Населення становило 689 осіб (2001 рік).
Через село проходить автомобільна дорога регіонального значення: Київ — Фастів — Біла Церква — Тараща — Звенигородка, -Р-04.
На північ від села розташоване заповідне урочище місцевого значення «Турчино» або «Турчин ліс» площею 327 га, створений рішенням виконкому Київської обласної Ради народних депутатів № 574 від 19.08.1968 г. Насадження урочища цінні своїми віковими деревами (110—410 років) таких порід: дуб, модрина, ялина. В урочищі розташована ботанічна пам'ятка природи «Дідодуб».
День села — 7 липня.

## Географія
Селом тече річка Безіменна.

## Розташування

### Найближчі міста
м. Богуслав 15,5 км
м. Тараща 19,5 км
м. Миронівка 28 км
м. Корсунь-Шевченківський 39 км
м. Звенигородка 45 км
м. Кагарлик 47 км
м. Узин 47 км
м. Біла Церква 63 км

### Найближчі села
с. Дібрівка 3,9 км
с. Лука 4,4 км
с. Маковецьке 4,8 км
с. Закутинці 5,5 км
с. Софійка 5,6 км
с. Красногородка 7,8 км
с. Ківшовата 7,9 км
с. Круті Горби 8 км
с. Ісайки 8 км
с. Медвин 8,2 км
с. Гута 8,5 км
с. Дибинці 9,5 км
с. Митаївка 9,9 км
с. Буда 10,5 км
с. Чайки 10,5 км
с. Бородані 11 км
с. Дмитренки 11 км
с. Яцюки 11 км
с. Кислівка 11,5 км
с. Велика Березянка 12,5 км
с. Лук'янівка 12,5 км
с. Лютарі 13 км
с. Розкопанці 13 км
с. Писарівка 13,5 км
с. Чаплинка 13,5 км
с. Степок 13,5 км
с. Івки 13,5 км
с. Боярка 14 км
с. Антонівка 14 км

## Історія
Битва на Синій воді 1362 р. відбулася в сусідньому урочищі Черкес-долина. Радянські історики факт самої битви замовчували, бо він заважав насолоджуватися вигаданою Куликовською битвою, яка нібито «поклала край монгольському ігу». В історії села залишилась згадка про перемогу литовського війська над татарами в Черкес-долині. Тут же залишилися сліди так званої Саур-могили, де татари поховали свої мертвих. Навесні 1362 року Ольгерд вирушив із Вітебська за маршрутом Орша — Могильов — Гомель — Чернігів — Київ. Провівши ґрунтовну розвідку, і, переконавшись у слабкості суперника, вирушив у напрямку Київ — Обухів — Богуслав — Звенигородка. Проти них вийшли 30 тисяч війська під началом татарських ханів Кутлубуги, Хаджибея та Дмитра, якому на той час було лише 12 літ. Від його імені правив митрополит Алексій, який і послав військо проти ненависного йому Ольгерда, що колись тримав митрополита в тюрмі. Литовська армія налічувала 40-50 тисяч осіб. Витримавши напад татар, Ольгерд перейшов у контрнаступ і розгромив ворогів. Цим самим усій Європі було продемонстровано, що татар можна перемагати й відбирати захоплені землі.
Назва села та сусідніх з ним урочищ Турчин Ліс, «Черкес-долина», очевидно пов'язана з боями, які відбувалися на прилеглій до села території під час селянсько-козацьких повстань під приводом Северина Наливайка (1594-1596 рік), П. Павлюка і К. Скидана (1637 рік) та польсько-шляхетськими військами.
Після другого поділу Польщі (1793 рік) Бране Поле увійшло до складу Росії. У 1798 році разом з Богуславським ключем село дісталося графу Франциску-Ксаверію Браницькому. Селяни відробляли по 3 дні панщини на тиждень. Крім того, селяни мали виконувати ряд робіт на користь власника та сплачувати йому натуральну данину (давати певну кількість каплунів, курей та яєць залежно від розряду господарства). За найменшу провину селян тяжко карали: били різками, садовили в холодну, заковували в колодки, а часто й забивали до смерті. Населення займалося землеробством, садівництвом, бджільництвом. впродовж багатьох років належало графи Браницьки тримали в селі Бране Поле невеликий винокурений завод (1811 р.). В 1843–1848 рр. у селі була поштова станція та училище міністерства народної освіти (міністерська школа).
До найбільш поважної сільської будівлі того часу можна віднести церкву, про яку згадується у документах 1749 та 1751 років. Називалась вона Стефанівською — від імені першого священика, була греко-католицькою, але у 1768 році стала вже православною. Клірові відомості, метричні книги, сповідні розписи церкви св. Стефана с. Бараняче Поле Київського воєв., з 1797 р. Богуславського пов., з 1847 р. Медвинської волості Канівського пов. Київської губ. зберігаються в ЦДІАК України. http://cdiak.archives.gov.ua/baza_geog_pok/church/bara_005.xml [Архівовано 25 червня 2019 у Wayback Machine.]
В 1865 р. у селі налічувалося 13 дворян та 329 селян, у панських господарствах нараховувалось 325 десятин орної землі і 35 десятин неудоб, тоді як у селян це співвідношення було таким: 106 десятин орної землі і 323 десятини неудоб.
Жовтневі події 1917 року мали відгук і в Браному Полі. Відбулися серйозні зміни. Графські володіння адміністративно перейшли до Медвинської волості у складі 853 особи, 121 двір, православна церква, школа, поштова станція, 3 постоялих будинки. Відбулися погроми поміщицьких садиб і господарств. Повністю знищений і пограбований маєток Браницьких в Турчиному лісі.
Неспокійні роки Громадянської війни до Браного Поля часто навідувалися Повстанці «Медвинської республіки», знищували російські мобілізаційні картки, повертали селянам хліб, відібраний у них комуністами в ході продрозверстки.
В перші місяці 1931 року більшість селянських господарств були об'єднані в сільськогосподарську артіль ім. Воровського.
Під час організованого радянською владою Голодомору 1932—1933 років померло щонайменше 247 жителів села. За часи сталінських репресій були репресовані бранепільські вчителі Брухаль Дмитро Григорович та Клим'юк Дмитро Григорович.
23 липня 1941 року Бране Поле було окуповане німецько-нацистськими загарбниками. Відвойовано село 27 січня 1944 року сталіністами - піхотинцями 180 Київської стрілецької дивізії під командуванням Кузьмінова М. Я. та танковою частиною генерал-лейтенанта Кравченка. З 28 січня по 28 лютого 1944 року в селі знаходився Командний пункт 27 армії під командуванням Героя Радянського Союзу генерал-лейтенанта С. Г. Трохименка. За наказом маршала радянських військ І. Конєва в с. Бране Поле похований генерал-лейтенант німецько-нацистської армії Вільгельм Штеммерман (нім. Wilhelm Stemmermann) (6 лютого 1940 — 8 січня 1942);.
В роки Другої світової війни понад 130 бранепільчан загинули смертю хоробрих. В Німеччину на різні роботи було забрано 104 особи.

### Мова
Розподіл населення за рідною мовою за даними перепису 2001 року:
| Мова            | Кількість | Відсоток |
| --------------- | --------- | -------- |
| українська      | 675       | 97.97%   |
| російська       | 13        | 1.89%    |
| інші/не вказали | 1         | 0.14%    |
| Усього          | 689       | 100%     |

## Місцеве самоврядування
До відання Бранепільської сільської ради, код ЄДРПОУ 04363299, входить територія села Бране Поле,
Бранепільський сільський голова Прокопенко Ярослав Григорович, секретар — Дешкант Світлана Іванівна.
Бранепільська сільська виборча комісія (Богуславський р-н), код ЄДРПОУ 34217974, розташована по вул. Центральній, буд. 11, у приміщенні Бранепільської сільської ради.

## Економіка та культура
В селі розинуте сільське господарство, більшість жителів мають своє підсобне господарство. Багато місцевих жителів працюють в ПОСП «Дружба», ідентифікаційний код ЄДРПОУ 03753680, яке розташоване у селі Бране Поле, вул. Центральна 11.
В селі є будинок культури, відділення Укрпошти (вул. Центральна 11), медпункт, магазини, школа.
Дільнична лікарня на 25 ліжок зі станцією швидкої допомоги розташовані неподалік у сусідньому селі Медвин.

## Школа
Бранепільська гімназія — це «Загальноосвітня школа I—II ступенів — дитячий садок» Медвинської сільської ради Київської області, зареєстрований у ЄДРПОУ 18.06.1996 р., ідентифікаційний код 25300393.
У навчально-виховному комплексі навчається і виховується 72 дитини: навчається 48 учнів (в тому числі початкова школа 21 учень, базова школа 27 учнів) та 24 вихованців дитячого садка. Працює 14 педагогічних працівників та ще 3 за сумісництвом.
Керівник закладу — Ляшенко Надія Вікторівна

## Постаті
- Підлубний Віталій Миколайович (1993—2014) — солдат Збройних сил України, учасник російсько-української війни.

## Також
- Перелік населених пунктів, що постраждали від Голодомору 1932—1933 (Київська область)